# Islas del Ibicuy (departement)
Islas del Ibicuy is een departement in de Argentijnse provincie Entre Ríos. Het departement (Spaans: departamento) heeft een oppervlakte van 4.500 km² en telt 11.498 inwoners. Analfabetisme is 6,2% in 2001.

## Plaatsen in departement Islas del Ibicuy
- Ceibas
- Brazo Largo
- Médanos
- Ñancay
- Puerto Ibicuy
- Villa Paranacito